# Odorrana amamiensis
Odorrana amamiensis es una especie de anfibio anuro de la familia Ranidae.

## Distribución geográfica
Esta especie es endémica de las islas Tokunoshima y Amami-Ōshima en las islas Amami en el archipiélago Nansei en Japón.
Vive solo en arroyos de frondosas maderas duras.

## Descripción
Esta especie tiene un cuerpo esbelto con una longitud de 57 a 69 mm para los machos y de 76 a 101 mm para las hembras.

## Reproducción
Las hembras ponen 1500 huevos de color blanco amarillento, según la población, a mediados de octubre o principios de mayo.

## Etimología
Su nombre de especie, que consiste en amami y el sufijo latín -ensis, significa "que vive en, que habita", y se le dio en referencia al lugar de su descubrimiento, Amami Ōshima.

## Publicación original
- Matsui, 1994 : A taxonomic study of the Rana narina complex, with description of three new species (Amphibia: Ranidae). Zoological Journal of the Linnean Society, vol. 111, p. 385-415.[5]